# Nervo cutâneo femoral lateral
 O nervo cutâneo lateral da coxa (também chamado nervo cutâneo femoral lateral ) é um nervo cutâneo sensitivo que inerva a pele na parte lateral da coxa .

## Estrutura
O nervo cutâneo lateral da coxa é um nervo sensitivo do plexo lombar. Surge das divisões dorsais do segundo e terceiro nervos lombares (L2-L3). Emerge da borda lateral do psoas maior e cruza obliquamente o músculo ilíaco em direção à espinha ilíaca ântero-superior. Após, passa sob o ligamento inguinal, e depois sobre o músculo sartório na coxa, onde se divide em um ramo anterior e um posterior.
O ramo anterior torna-se superficial cerca de 10 cm abaixo do ligamento inguinal, e se divide em ramos que são distribuídos através da pele, nas regiões anterior e lateral da coxa, até o joelho. Os filamentos terminais deste nervo comunicam-se com os ramos cutâneos anteriores do nervo femoral e com o ramo infrapatelar do nervo safeno, formando com eles o plexo peripatelar .
O ramo posterior perfura a fáscia lata e se subdivide em filamentos que passam para trás através das superfícies lateral e posterior da coxa, suprindo a pele do nível do trocanter maior para o meio da coxa.
O aprisionamento é causado pela compressão do nervo perto da espinha ilíaca antero superior e do ligamento inguinal e é comumente conhecido como Meralgia parestésica.
Devido à sua anatomia, pode também ser lesado por tumores, processos inflamatórios pélvicos, hematomas do músculo psoas, ou trauma na região inguinal.